# Aleh Woltschak
Aleh Woltschak (* 2. August 1967 in Minsk) ist ein belarussischer Menschenrechtsanwalt. Er leitete in Minsk das Beratungszentrum für die Bevölkerung, wo er sich unter Lebensgefahr für Oppositionelle und ihre Familien oder die Angehörigen von Verschwundenen einsetzte.

## Leben
Seit 1998 arbeitet Aleh Woltschak frei als Rechtsanwalt. 1997 wurde von ihm das Beratungszentrum gegründet. Das Zentrum wurde wiederholt geschlossen und arbeitete zeitweise außerhalb der Legalität. 1999 wurde Woltschak inhaftiert. Die Behörden warfen ihm „mutwilligen Hooliganismus“ vor, weil er an einer Protestaktion teilgenommen hatte. Sie folterten Woltschak. Dennoch hat er Regionalbüros außerhalb von Minsk eingerichtet.
2003 war Aleh Woltschak, Präsident der NGO Juristische Unterstützung für den Bürger, Vertreter der Familie von Jury Sacharanka, dem ehemaligen Innenminister, der seit Mai 1999 verschwunden war.

## Auszeichnungen
- Radebeuler Couragepreis 2004